# Chiesa di San Pietro (Murialdo)
La chiesa di San Pietro è un luogo di culto cattolico situato nella borgata di Piano nel comune di Murialdo, in provincia di Savona.

## Storia e descrizione

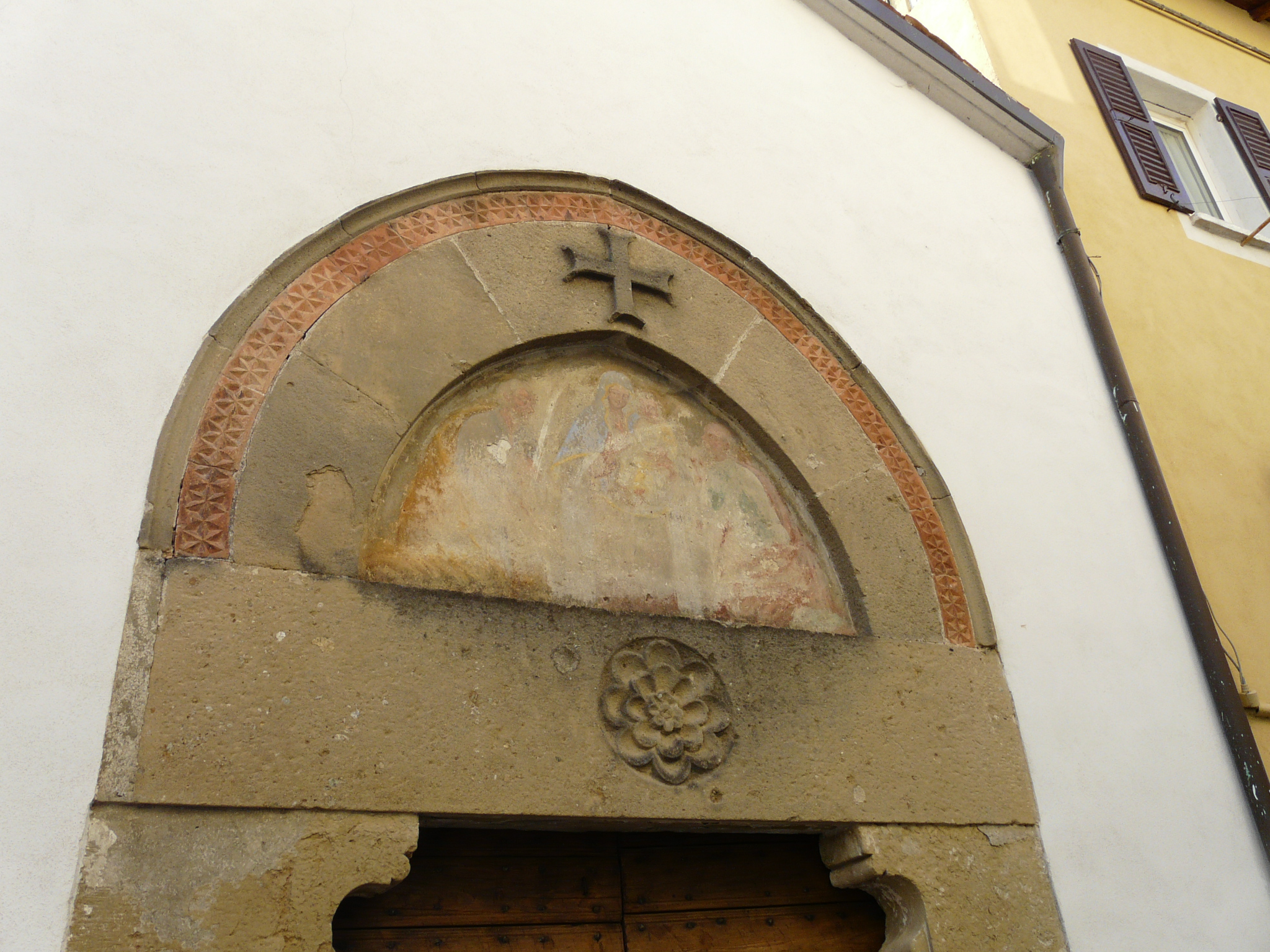
Particolare della lunetta del portale

L'edificio di culto della borgata di Piano potrebbe essere risalente ad un periodo anteriore al 1440 e inizialmente fu sotto l'influenza dell'abbazia di San Pietro in Varatella, nel territorio di Toirano. Ceduti i beni alla comunità di Murialdo, sempre nel 1440, entrò a far parte dei cosiddetti "oratori pubblici" murialdesi.
Il vicino campanile fu costruito in un periodo tra il 1779 e il 1792 e restaurato nel 1863 e ancora nel 1953.
La struttura della chiesa è a forma rettangolare, ad unica navata, spartita da lesene addossate alle pareti laterali e campate con volta a crociera. Unica nel suo genere nel territorio di Murialdo è la rotonda abside con volta a catino ribassato di colore azzurro.